# Rognonas
Rognonas – miejscowość i gmina we Francji, w regionie Prowansja-Alpy-Lazurowe Wybrzeże, w departamencie Delta Rodanu.
Według danych na rok 1990 gminę zamieszkiwało 3358 osób, a gęstość zaludnienia wynosiła 357 osób/km² (wśród 963 gmin regionu Prowansja-Alpy-W. Lazurowe Rognonas plasuje się na 181. miejscu pod względem liczby ludności, natomiast pod względem powierzchni na miejscu 711.).